# Friedrich Wilhelm Karl Müller
Friedrich Wilhelm Karl Müller, född 21 januari 1863 i Neudamm, död 8 april 1930 i Berlin, var en tysk orientalist.
Müller anställdes 1887 vid Museum für Völkerkunde i Berlin och blev 1906 föreståndare för dess östasiatiska avdelning. Müller bidrog även verksamt till utforskningen av de så kallade Turfanfynden och behandlade språkliga och andra problem från kinesiska, japanska, uiguriska med flera språkområden.